# بيير بارون
بيير بارون (بالفرنسية: Pierre-Jacques-René Denne-Baron)‏ (و. 1780 – 1854 م) هو كاتب، وشاعر، ومترجم فرنسي، ولد في باريس، توفي في باريس، عن عمر يناهز 74 عاماً.